# Bilel Mejri
Bilel Mejri (Tunisi, 6 febbraio 1996) è un calciatore tunisino, attaccante dell'Al-Akhdar.

## Carriera
Ha giocato nella prima divisione dei campionati tunisino e libico.

## Palmarès

### Club

#### Competizioni nazionali
- Coppa di Tunisia: 1

Espérance: 2015-2016
- Campionato tunisino: 3

Espérance: 2016-2017, 2017-2018, 2018-2019

#### Competizioni internazionali
- Coppa dei Campioni araba per club: 1

Espérance: 2017
- CAF Champions League: 2

Espérance: 2018, 2018-2019